# Peierls-Instabilität
Die Peierls-Instabilität (nach ihrem Entdecker Rudolf Peierls; auch Peierls-Übergang oder Peierls-Verzerrung genannt; das Postulat der u. g. Instabilität heißt auch Peierls-Theorem) beschreibt in der Festkörperphysik die Instabilität eines eindimensionalen Metalls (beschrieben im Bändermodell) gegen Gitteranregungen mit dem Wellenvektor {\displaystyle 2k_{F}}, wobei  {\displaystyle k_{F}} der Fermi-Wellenvektor ist. Das bedeutet, die ursprünglich gleichen Abstände zwischen den Gitteratomen vergrößern und verkleinern sich abwechselnd in Form einer Ladungsdichtewelle. Dadurch verdoppelt sich die Größe der Gitterzelle, jede enthält nun nicht nur ein einziges, sondern ein Paar von Atomen (Dimerisierung).
Sind die Gitterpositionen mit magnetischen Momenten besetzt, so führt die magnetische Wechselwirkung zum gleichen Effekt; in diesem Fall wird der Übergang als Spin-Peierls-Übergang bezeichnet.  
In einer Dimension besteht die Fermi-Fläche (entsprechend der Energie, bis zu der im Grundzustand die Energieniveaus der Elektronen besetzt sind) aus den beiden Punkten {\displaystyle \pm k_{F}} im k-Raum. Eine Gitteranregung mit Wellenvektor {\displaystyle 2k_{F}}, die genau die beiden Punkte der Fermi-Fläche verbindet, erzeugt nach entarteter Störungstheorie der Quantenmechanik eine Absenkung der Energieniveaus an der Fermi-Fläche: es entsteht eine Bandlücke. Diese kann sich weiter vergrößern (Peierls-Instabilität), bis dem durch die elastische Energie des Gitters Einhalt geboten wird.
Die Peierls-Instabilität führt dazu, dass die Landau-Quasiteilchen-Theorie von Anregungen in Fermi-Flüssigkeiten, die in zwei und drei Dimensionen üblich ist, in einer Dimension versagt. Stattdessen liegen Tomonaga-Luttinger-Flüssigkeiten vor.